# Cestrum latifolium
Cestrum latifolium är en potatisväxtart som beskrevs av Jean-Baptiste de Lamarck. Cestrum latifolium ingår i släktet Cestrum och familjen potatisväxter. Inga underarter finns listade i Catalogue of Life.